# Metastelma selerianum
Metastelma selerianum är en oleanderväxtart som beskrevs av Rudolf Schlechter. Metastelma selerianum ingår i släktet Metastelma och familjen oleanderväxter. Inga underarter finns listade i Catalogue of Life.